# Dysmachus antipai
Dysmachus antipai är en tvåvingeart som beskrevs av Weinberg 1968. Dysmachus antipai ingår i släktet Dysmachus och familjen rovflugor. Inga underarter finns listade i Catalogue of Life.